# Maps (píseň, Yeah Yeah Yeahs)
„Maps“ je skladba indie rockové kapely Yeah Yeah Yeahs z jejich debutového alba nazvaného Fever to Tell. Skladba pojednává o vztahu mezi frontmanem skupiny Liars, Angusem Andrewem, a zpěvačkou Karen O. Píseň vyšla 10. února 2004 a skupina s ní vystoupila na předávání cen MTV Movie Awards, které se konalo 5. června téhož roku. Singl se vyšplhal na 9. místo hitparády alternativních skladeb magazínu Billboard a byl také součástí populární videohry Rock Band.

## Seznam skladeb
1. „Maps“
2. „Countdown“
3. „Miles Away“ (John Peel Session)

„Miles Away“ je nově nahraná skladba, která byla originálně umístěna na debutovém EP kapely.

## Hudební videoklip
Hudební videoklip  ukazuje kapelu hrající na konkurzu v tělocvičně jakési střední školy. Slzy tekoucí po tvářích Karen O byly opravdové. „Byly to opravdové slzy. Můj přítel toho času, Angus Andrew, měl být přítomen na natáčení tohoto klipu, jenže měl tří-hodinové zpoždění a já jsem ihned po natáčení odjížděla na turné. Už jsem si ani nemyslela, že dorazí. Ten song byl o něm, o našem vztahu. Nakonec dorazil, což pro mě bylo velmi emocionální“ vysvětlila Karen O. Videoklip byl nominovaný celkem na 4 ceny MTV Video Music Awards: Nejlepší umělecká režie, Nejlepší střih, Nejlepší kinematografie a MTV2 Award. Režie videoklipu se ujal Patrick Daughters.

## Cover verze
Skladbu „Maps“ přezpívala při svém vystoupení na festivalu v Readingu kapela The White Stripes, dále skupina Arcade Fire v televizní show The Jo Whiley Show, kapela Duke Special a například Ted Leo, který ji zazpíval jako součást medley se skladbou „Since U Been Gone“ zpěvačky Kelly Clarkson. Jazzové trio The New Standards umístilo cover písně na své album s názvem Rock and Roll. V písni „Meet Me Halfway“ americké skupiny The Black Eyed Peas jsou v pozadí užity kytarové a bubnové části původního songu. Kapela Garbage zazpívala refrén skladby během písně „Vow“ při svém vystoupení v Německu v roce 2005. V březnu 2011 píseň přezpívala skupina Biffy Clyro. Zpěvačka Macy Gray svůj cover vydala na studiovém albu Covered.

## Přijetí skladby
„Maps“ je často nazývána jako jedna z nejlepších písní druhého tisíciletí:
- V roce 2009 triumfovala v seznamu nejlepších alternativních lovesongů všech dob magazínu NME.
- Umístila se na 6. příčce seznamu „Top 500 skladeb let 2000s“ serveru Pitchfork Media.
- Rolling Stone označil skladbu „Maps“ jako 7. nejlepší písní druhého tisíciletí.
- V roce 2010 byla skladba magazínem Rolling Stone zařazena do seznamu „500 nejlepších skladeb všech dob“, kdy zaujala 386. místo.
- V říjnu roku 2011 ji magazín NME umístil na 55. místo „150 nejlepších skladeb za posledních 15 let“.[8]

## Hitparády
| Hitparáda (2003)                 | Nejvyšší pozice |
| -------------------------------- | --------------- |
| UK Official Charts               | 26              |
| Hitparáda (2004)                 | Nejvyšší pozice |
| Billboard Hot Modern Rock Tracks | 9               |
| Billboard Hot 100                | 87              |